# Рамиро II Монаха
Рами́ро II Мона́хът (на испански: Ramiro II el Monje) е 5-и крал на Арагон (1134 – 1137).

## Произход
Роден е през 1075 г. като син на крал Санчо I и Фелисия де Руси, дъщеря на граф Илдуин III Руси.

## Биография

### Управление
След смъртта на брат му Алфонсо I Воин през 1134 г. Рамиро II наследява трона на Кралство Арагон.
Той разбира, че се готви заговор срещу него и изпраща посланик до абата на манастира Сен Пон дьо Томер, негов бивш наставник. Посланикът пристига, когато абатът е зает с подрязване на розите, на височина превишаваща средната линия. Абатът съветва краля да направи същото. Затова Рамиро привиква най-знатните дворяни в Уеска под предлог да им покаже камбана, която ще се чува в цялото кралство, и когато се събират, заповядва да бъдат обезглавени 12 предполагаеми предводители на заговора. Останалите се изплашват и се отказват от своите планове да въстават против краля.

### Брак с Агнес Аквитанска и смърт
Рамиро II, с позволение на папата, се жени за вдовицата Агнес Аквитанска (Агнес дьо Поатие). Ражда им се дъщеря Петронила. През 1137 г. Рамиро се отрича от престола и се договоря за неин брак с граф Раймон Беренгер IV, граф на Барселона, който става регент на кралството. Той се развежда с жена си и се връща в манастира в Сан Педро. Там умира на 16 август 1157 г. Наследява го единственото му дете – дъщеря му Петронила Арагонска (1136 – 1174), кралица на Арагон (1137 – 1162), съпруга на Раймон Беренгер IV, граф на Барселона.

## Галерия
- Копие на портрет на Рамиро ІІ Монах от 1634 г.
- Хосе Касадо дел Алисал. Камбаната от Уеска. Прадо